# Stigmella confusella
Stigmella confusella là một loài bướm đêm thuộc họ Nepticulidae. Nó được tìm thấy ở Fennoscandia to Pyrenees, Alps và Bulgaria và from Ireland to central Nga.

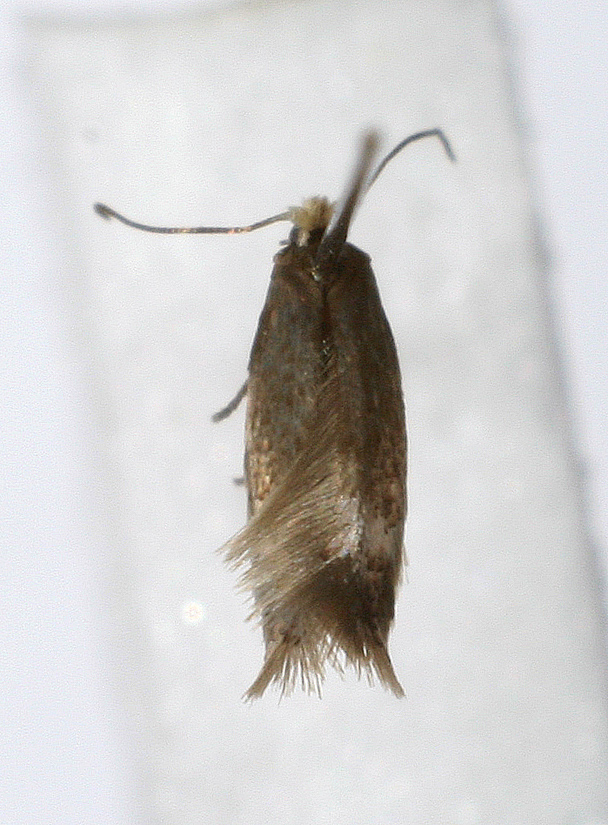

Sải cánh dài 5–6 mm. Con trưởng thành bay vào tháng 5. Có một lứa một năm.
Ấu trùng ăn Betula species, bao gồm Betula nana, Betula pendula và Betula pubescens. Chúng ăn lá nơi chúng làm tổ. 